# Douglas Fairbanks Jr.
Douglas Elton Fairbanks Jr. (ur. 9 grudnia 1909 w Nowym Jorku, zm. 7 maja 2000 tamże) – amerykański aktor, producent filmowy i odznaczony oficer marynarki z czasów II wojny światowej.
8 lutego 1960 otrzymał trzy własne gwiazdy w Alei Gwiazd w Los Angeles znajdujące się przy Hollywood Boulevard – 6318 (film), 6661 (telewizja) i 6710 (radio).

## Życiorys

### Wczesne lata
Urodził się w Nowym Jorku jako syn Anny „Beth” Elizabeth (z domu Sully) i aktora kina niemego Douglasa Fairbanksa. Jego dziadek ze strony matki, Daniel John Sully, był bogatym przemysłowcem i urodził się w Rhode Island w rodzinie Anglików i Szkotów, a dziadek ze strony ojca, Hezekiah Charles Ullman, urodził się w Pensylwanii i był Żydem aszkenazyjskim. Jego rodzice rozwiedli się, gdy miał dziewięć lat i oboje ponownie zawarli nowe związki. Mieszkał z matką w Nowym Jorku, Kalifornii, Paryżu i Londynie. Fairbanks Jr. rozpoczął swoją edukację w hollywoodzkiej szkole dla chłopców w Los Angeles. Po tym, jak jego matka i ojczym przeprowadzili się do Nowego Jorku, uczęszczał do Bovee School, prywatnej szkoły średniej dla chłopców i przez rok do Knickerbocker Greys na Manhattanie. Po powrocie do Kalifornii naukę kontynuował do Harvard Military School, a następnie studiował na politechnice w Pasadenie. Po tym, jak jego matka i on przeprowadzili się do Francji, Fairbanks kształcił się w Lycée Janson-de-Sailly.

### Kariera
W wieku siedmiu lat po raz pierwszy wystąpił na ekranie w roli gazeciarza w niemym komediodramacie przygodowym Arystokracja amerykańska (2016) u boku ojca. Jako 12–latek trafił do obsady ekranizacji powieści Aleksandra Dumasa Trzej muszkieterowie (1921) w reż. Freda Niblo. Mając 12 lat w 1923 otrzymał kontrakt z Paramount Pictures na 1000 dolarów tygodniowo przez trzy lata i występował w filmach niemych: komedii Stephen Steps Out (1923), dramacie Henry’ego Kinga Stella Dallas (1925), melodramacie Clarence’a Browna Władczyni miłości (1928) i dramacie Franka Capry The Power of the Press (1928) z Mildred Harris.
Zanim skończył 20 lat, napisał zabawny artykuł o hollywoodzkiej scenie dla magazynu „Vanity Fair”. W 1929 Fairbanks Jr. zadebiutował na scenie w Los Angeles w sztuce teatralnej Young Woodley, która przekonała krytyków, że naprawdę ma talent i nie jest tylko dodatkiem do sławy ojca. W 1934 wystąpił na scenie w Londynie w przedstawieniu Światło księżyca jest srebrne. 
W 1935 założył własną firmę produkcyjną Criterion Films – pierwszą z sześciu takich firm utworzonych pod imprimatur Fairbanks. Zwrócił na siebie uwagę w dramacie Johna Cromwella Więzień królewski (The Prisoner of Zenda, 1937), w którym był na przemian czarujący i zimnokrwisty jako nikczemny Rupert z Hentzau. 
Po śmierci ojca w 1939 Fairbanks Jr. zaczął rozszerzać swoją działalność na politykę i służbę swojemu krajowi. Pomógł zorganizować hollywoodzki oddział Białego Komitetu Williama Allena, mający na celu pomoc sojusznikom w wojnie europejskiej. W latach 1939–1944 Fairbanks, zawsze anglofil, kierował londyńskimi Douglas Voluntary Hospitals, które otaczały szczególną opieką uchodźców wojennych. Fairbanks został wyznaczony przez prezydenta Roosevelta na wysłannika misji specjalnej do Ameryki Południowej w 1940, a rok później został mianowany porucznikiem w Marynarce Wojennej. W 1942 był szefem Operacji Specjalnych, a w 1943 brał udział w Operacji Husky na Sycylię i Elbę. Fairbanks przeszedł drogę od porucznika marynarki wojennej do dowódcy, a w 1954 do kapitana.
Po zakończeniu wojny przez pięć lat był prezesem organizacji CARE, wysyłającej żywność i pomoc do krajów ogarniętych wojną. Powrócił przed kamery w roli tytułowej w Sindbad Żeglarz (1947). Napisał scenariusz do romantycznego musicalu przygodowego Maxa Ophülsa Wygnaniec (The Exile, 1948), gdzie zagrał Karola II Stuarta]. Był prowadzącym/narratorem konsorcjalnego programu radiowego The Silent Man (1951-1952). Wyprodukował także i zagrał w wysokiej jakości antologii telewizyjnej NBC Douglas Fairbanks Jr. zaprasza (1952–1955) z udziałem gwiazd ekranu takich jak Diana Dors, Sebastian Cabot, Barry Foster, Yvonne Furneaux, Buster Keaton, Anouk Aimée, Bill Owen, Joan Hickson czy Christopher Lee. W 1975 trafił na Broadway w przedstawieniu Uroczysty hołd dla Joshuy Logana u boku Henry’ego Fondy i José Ferrera.
Zdobył wiele nagród wojskowych i humanitarnych. Opublikował także dwie autobiografie, The Salad Days w 1988 i A Hell of a War w 1993.

## Życie osobiste
3 czerwca 1929 zawarł związek małżeński z Joan Crawford. 29 kwietnia 1933 doszło do rozwodu. Po rozwodzie romansował m.in. z Gertrude Lawrence, Liz Paget i Marlene Dietrich oraz był zaręczony z Dorothy Fell. 23 kwietnia 1939 poślubił Mary Lee Eppling, z którą miał trzy córki: Daphne Nancy–Beth (ur. 8 kwietnia 1940), Victorię Susan (ur. 1942) i Melissę Louise (ur. 25 października 1947). Pozostał jej oddany aż do jej śmierci 14 września 1988. 30 maja 1991 ożenił się z Verą Lee Shelton.

### Śmierć
Zmarł 7 maja 2000 w Nowym Jorku na zawał mięśnia sercowego w wieku 90 lat.

## Filmografia

### Film
- 1921: Trzej muszkieterowie jako chłopak
- 1926: Kobiety kochają diamenty jako Jerry Croker-Kelley
- 1928: Władczyni miłości jako Jeffry Merrick
- 1928: The Barker jako Chris Miller
- 1929: Our Modern Maidens jako Gil Jordan
- 1930: Patrol bohaterów jako porucznik Doug Scott
- 1931: Mały Cezar jako Joe Massara
- 1933: Poranna chwała jako Joseph Sheridan
- 1937: Więzień królewski jako Rupert von Hentzau
- 1938: Młode serca jako Richard Carleton
- 1939: Gunga Din jako sierż. Thomas „Tommy” Ballantine
- 1947: Sindbad Żeglarz jako Sindbad Żeglarz

### Seriale
- 1964: Doktor Kildare jako dr Robert Devlin
- 1979: Statek miłości jako Elliot Norman
- 1981: Statek miłości jako Elliott Banning